# Adi Macek
Adi Macek (* 16. Dezember 1939 in Grödig, Land Salzburg; † 20. Juli 1993 in Salzburg) war ein österreichischer Fußballspieler auf der Position eines Stürmers und der erste gebürtige Salzburger in der Österreichischen Fußballnationalmannschaft.

## Karriere

### Jugend und Aufstieg
Adi Macek begann seine Laufbahn als Miniknabe beim USK Anif, da der Heimatverein seines Ortes zu jener Zeit keine Mannschaften führte. Erst im Alter von 12 Jahren wechselte er dann zum SV Grödig, wo er bereits als Jugendlicher in die Kampfmannschaft des damals in der dritten Spielklasse tätigen Vereins aufstieg. Seine Vorzüge, zu denen vor allem seine Schnelligkeit und seine Schusskraft zählten, fielen bald den Spionen von Austria Salzburg auf. Mit 20 Jahren wechselte er schließlich zu den Lehenern, bei denen er in einem Ensemble vieler geborener Salzburger wie Rudolf Krammer, Hans Gegenhuber, Roland Hirscher, Werner Breitenfelder, Artur Kibler, Hans Klopf, Hannes Granzer und Jonny Zaunreiter bald herausragte und schließlich für die nächsten Jahre erfolgreich die Position des linken Außenstürmers besetzte. Musste er als der mit Abstand jüngste Spieler zu Beginn seine Mitstreiter auf dem Feld noch mit dem höflichen „Sie“ und den damaligen Star der Austria, Franz Feldinger gar mit „Herr Lehrer“ ansprechen, änderte sich das umgehend, als er im Spiel gegen Rapid Wien Walter Zeman, den „Tiger von Hütteldorf“, mit zwei Toren bezwang. Nach diesen Treffern wurde Macek auch von Feldinger akzeptiert, der ihm zuvor nach zwei vergebenen Chancen gegen den GAK noch wütend den Satz „Du bist in Grödig daheim, da geht´s doch so gut zum Schifahr´n – warum musst du ausgerechnet Fußball spielen?“ ins Gesicht warf.
Bald erhielt der Stürmer Angebote der beiden Wiener Großvereine Austria und Rapid sowie vom TSV 1860 München. Macek, der stets Beruf und Familie in den Vordergrund stellte und den Sport trotz seiner Erfolge nur als Freizeitbeschäftigung sah, lehnte alle Angebote ab, da sich diese nicht mit seinem Beruf und seinem Familienleben vereinbaren ließen. So spielte der Grödiger eineinhalb Jahrzehnte als reiner Amateur bei den Violetten und brachte sich damit selbst um eine mögliche große Karriere in der damals noch wienlastigen österreichischen Nationalmannschaft.

### Sensation mit der Nationalmannschaft
Für das Länderspiel gegen Italien wurde er 1960 erstmals vom damaligen Teamchef Karl Decker in den Kader des Nationalteams berufen. Nach einem einzigen schwachen Spiel in der Meisterschaft lud ihn Decker jedoch umgehend wieder aus dem Kader aus. Macek stand bereits am Salzburger Hauptbahnhof zur Abreise bereit, als über den Lautsprecher sein Name ausgerufen wurde. Kurz und bündig soll ihm Teamchef Decker am Telefon mitgeteilt haben, dass er ihn doch nicht brauche. Erst fünf Jahre später erhielt er von Edi Frühwirth doch noch die Chance sich im Team zu beweisen. Sein Debüt in der Nationalmannschaft feierte die violette Ikone am 9. Oktober 1965 im Länderspiel gegen die Bundesrepublik Deutschland in Stuttgart. Trotz der frühen Führung in der 23. Minute durch Hans Buzek, der eine ideale Flanke des Salzburgers verwertete, verloren die Österreicher letztlich klar mit 1:4, wobei Macek in der 50. Spielminute die Chance auf den Ausgleichstreffer zum 2:2 mit einem scharfen Schuss knapp neben das Tor vergab. Elf Tage später, am 20. Oktober, gehörte der Salzburger der legendären Mannschaft an, die England in London sensationell mit 3:2 besiegen konnte. Der Salzburger lieferte eine hervorragende Partie ab und harmonierte in seinem Angriffsspiel  mit seinem Sturmpartner Toni Fritsch. Der junge Wiener gab in diesem Spiel nicht nur sein Länderspieldebüt, sondern wuchs mit seinen beiden Toren zum „Wembley-Toni“ heran. Nach diesem denkwürdigen Spiel kam Macek noch in den Begegnungen gegen die DDR (0:1) und Irland (1:0) zu Teamehren, dann erhielten auf seiner Position andere den Vorzug. Die Konkurrenz war damals mit Johann Hörmayer, Karl Skerlan und Friedrich Rafreider einfach zu groß.

### Abschied von der Austria und Ausklang der Karriere
Nach seinem Abschied von Austria Salzburg im Sommer 1973 (ein offizielles Abschiedsspiel blieb ihm verwehrt) verlängerte Adi Macek seine Karriere noch beim SK Bischofshofen und führte den ehemaligen Pongauer Erstligisten mit dem Meistertitel in der Regionalliga West zurück in die damalige zweitklassige Nationalliga. Danach arbeitete er als Trainer bei seinem Heimatverein in Grödig und beim ASK Salzburg. Nebenbei trat er immer wieder zu Spielen der Alt-Internationalen und der Alt-Austrianer an. Privat spielte er Tennis und fuhr auch gerne Ski.
Am 20. Juli 1993 erlag Adi Macek im 54. Lebensjahr einem Herzinfarkt.

## Stationen
- USK Anif (Jugend)
- SV Grödig (Jugend, Kampfmannschaft)
- SV Austria Salzburg (1959–1973)
- SK Bischofshofen (1973–1975)

## Erfolge
- 4 Länderspiele für die Österreichische Nationalmannschaft von 1965 bis 1966
- 2 Länderspiele in der österreichischen B-Nationalmannschaft
- 18 Auswahlspiele für österreichische Nachwuchs-Nationalmannschaften
- 25 Auswahlspiele in der Salzburger Landesauswahl
- 1 × Österreichischer Vizemeister: 1971
- 4 × Meister der Zweiten Liga: 1959 (Tauernliga), 1962, 1965, 1967 (Regionalliga West)
- 2 × Vizemeister der Zweiten Liga: 1964 (Salzburg), 1974 (Aufstieg mit Bischofshofen)

## Statistik
- 10 Saisonen in der Staats- bzw. Nationalliga: 1960, 1961, 1963, 1966, 1968–1973
- 213 Spiele und 28 Tore für Salzburg in der Staats- bzw. Nationalliga
- 30 Spiele und 40 Tore für Salzburg im ÖFB-Cup
- weitere Spiele in der zweiten Liga (Tauernliga, Regionalliga) für Salzburg und Bischofshofen
- weitere Spiele in der dritten Spielstufe (Landesklasse) für Grödig
- etwa 400 Einsätze in Freundschaftsspielen für Austria Salzburg